# Scandiano

Scandiano (Scandiân en dialecte reggiano) est une commune italienne de la province de Reggio d'Émilie dans la région Émilie-Romagne en Italie.

## Géographie
Le pays de Scandiano se trouve à 13 km au sud-est du chef-lieu Reggio d'Émilie sur la route nationale SS467 qui mène à Sassuolo (MO, 8 km) et Maranello (MO, 16 km). La commune se développe entre les premières collines de l’Apennin reggiano et la haute plaine, sur la rive droite du torrent Tresinaro (affluent du Secchia). L’altitude varie de 50 à 423 mètres au mont Evangelo.

Les confins sont au nord avec la commune de Reggio d'Émilie, à l’est avec Casalgrande et Castellarano, au sud avec Viano et à l’ouest avec Albinea.

Scandiano est doté d’une station de chemin de fer sur la ligne locale Reggio d'Émilie-Sassuolo|, ainsi que les localités de Bosco, Pratissolo et Chiozza.

La cité a également accès, à moins de 15 km, à la ligne de chemin de fer Milan-Bologne, à la via Emilia et à l’autoroute A1 Milan-Bologne.

Grandes villes voisines :
- Bologne 53 km
- Milan 153 km
- Florence 103 km
- Modène 24 km

## Histoire
À la suite des fouilles archéologiques, les découvertes font apparaître l’époque du néolithique, dont la plus importante est la Vénus de Chiozza, visible au musée civique de Reggio d'Émilie.
Le site actuel fut fondé par Gilberto Fogliani, en 1262, par la construction de la Rocca dei Boiardo, château autour duquel il se développa quelques habitations. Cette rocca, initialement construite dans un but défensif, fut transformée en demeure seigneuriale de la famille Boiardo (1423-1560) puis en palazzo renaissant par les marquis Thiene (1565-1623), par les Bentivoglio et les princes d'Este (1645-1726).

Toute l’histoire de Scandiano et de sa noblesse se déroula à l’intérieur du château. Dans une pièce du premier étage, naquit le poète Matteo Maria Boiardo; dans les souterrains se déroulèrent les expériences de Lazzaro Spallanzani. Le château hébergea le poète Pétrarque, le réformateur Jean Calvin et le pape Paul III. Le 10 octobre 1796, y fut célébrée la liberté et l’adhésion à la République reggiana. Le 11 mars 1860, se déroula le plébiscite sur l’annexion de Scandiano au royaume de Sardaigne.

## Monuments et lieux d’intérêt
- la tour de l’horloge : tour civique du XVe siècle, ancienne porte d’accès à la cité.
- la Casa Spallanzani : maison natale de Lazzaro Spallanzani, actuel office communal. Édifice de style baroque [3].
- l’église de San Giuseppe : du XVIe siècle

### LaRocca dei Boiardo
C'est un des lieux historiques du XIIe siècle.
En 1540 la guerre entre les armées pontificales et impériales cessent et la citadelle médiévale perd toute fonction militaire. Comme ses voisins, le Comte Giulio Boiardo, s'entoure des meilleurs artistes, pour rendre plus humaine l'austère bâtisse que lui a léguée son père. Il ne reste plus rien de ces travaux et les fresques du Cabinet de l'Enéide, morceau de bravoure de Nicolò dell'Abbate ont été détachées à la fin du XVIIIe siècle pour compléter l'apparat fastueux du palais ducal de Modène. Elles sont aujourd'hui dans la galerie Estense.

## Administration
| Période                                  | Période  | Identité      | Étiquette     | Qualité |
| ---------------------------------------- | -------- | ------------- | ------------- | ------- |
| 08/06/2009                               | En cours | Alessio Mammi | Centre gauche |         |
| Les données manquantes sont à compléter. |          |               |               |         |

### Hameaux
Arceto, Bosco, Ca' de Caroli, Cacciola, Chiozza, Fellegara, Gessi-Mazzalasino, Iano, La Braglia, La Riva, Pratissolo, Rondinara, San Ruffino, Ventoso

### Communes limitrophes
Albinea (7 km), Casalgrande (4 km), Castellarano (10 km), Viano (8 km)

## Population

### Évolution de la population en janvier de chaque année
| 1861  | 1901  | 1921   | 1951   | 1961   | 1971   | 1981   | 1991   | 2001   |
| ----- | ----- | ------ | ------ | ------ | ------ | ------ | ------ | ------ |
| 7 313 | 9 581 | 12 691 | 13 869 | 14 088 | 17 048 | 21 512 | 21 908 | 22 839 |

| 2012   | - | - | - | - | - | - | - | - |
| ------ | - | - | - | - | - | - | - | - |
| 25 289 | - | - | - | - | - | - | - | - |

### Ethnies et minorités étrangères
Selon les données de l’Institut national de statistique (ISTAT) au 1er janvier 2011 la population étrangère résidente et déclarée était de 2132 personnes, soit 8,5 % de la population résidente.

Les nationalités majoritairement représentatives étaient :
| Pos. | Origine      | Nombre |
| ---- | ------------ | ------ |
| 1    | Maroc        | 575    |
| 2    | Albanie      | 552    |
| 3    | Roumanie     | 149    |
| 3    | Pologne      | 112    |
| 5    | Ukraine      | 91     |
| 6    | Chine        | 79     |
| 7    | Tunisie      | 71     |
| 8    | Moldavie     | 70     |
| 9    | Turquie      | 39     |
| 10   | Burkina Faso | 34     |

## Économie
Scandiano, comme toutes les localités de la zone, doit son développement économique à la fertilité du terrain et aux divers produits agricoles : céréales, fruits, légumes, vignes et herbage destiné à l’élevage local.
L’industrie est marquée par la présence d’agences dédiées principalement à la céramique, sans oublier tout le secteur de la mécanique, du textile, de l’habillement et services divers.

## Fêtes et évènements
- Foire de San Giuseppe, mi-mars, foire agricole
- Foire de Ste. Catherine, le 25 novembre
- Marché hebdomadaire du lundi matin
- Marché des antiquaires, le troisième samedi de chaque mois
- marché paysan, le premier samedi matin du mois

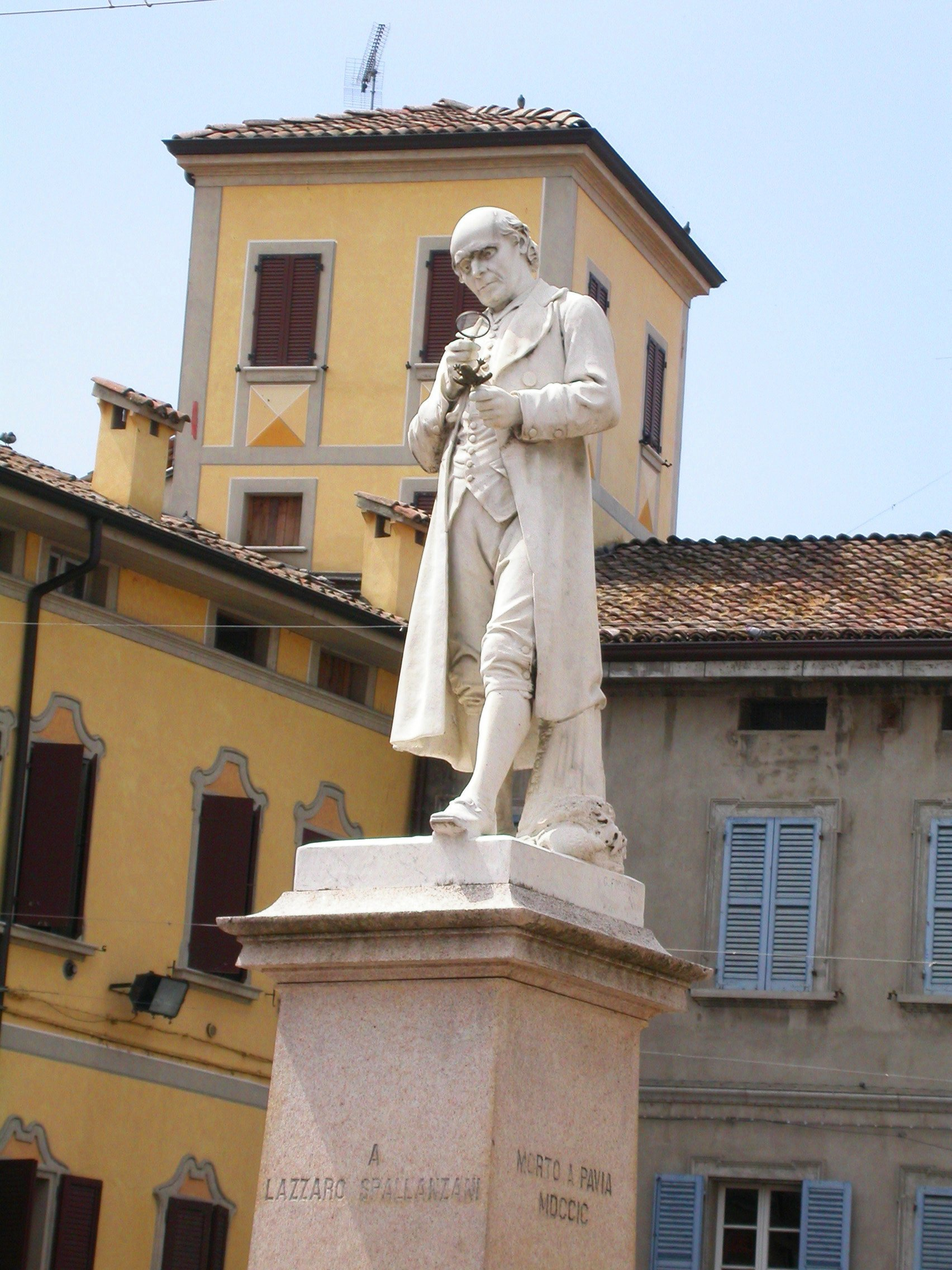
Le scientifique Lazzaro Spallanzani
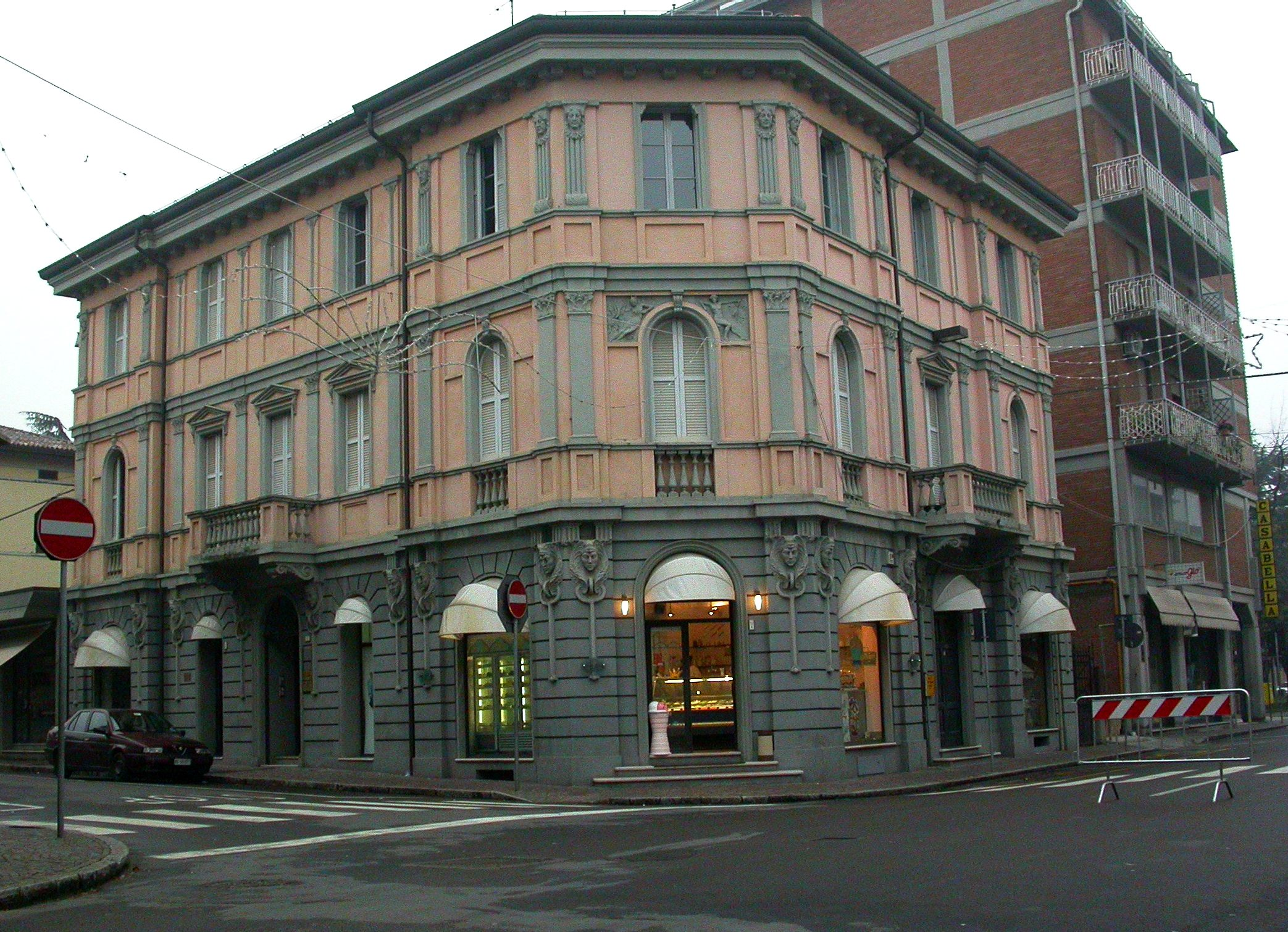
buldin de Scandiano
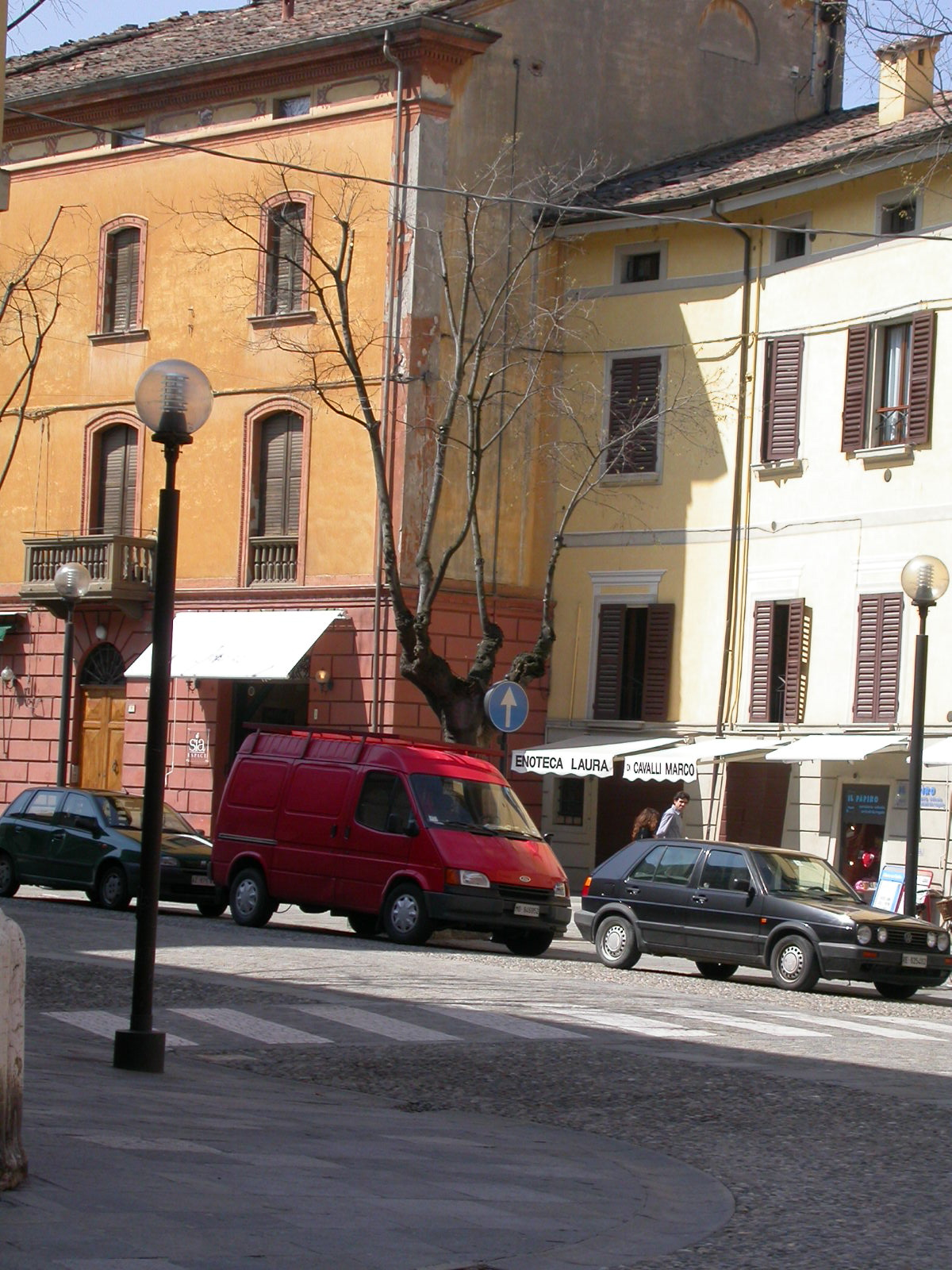
L’avenue Garibaldi
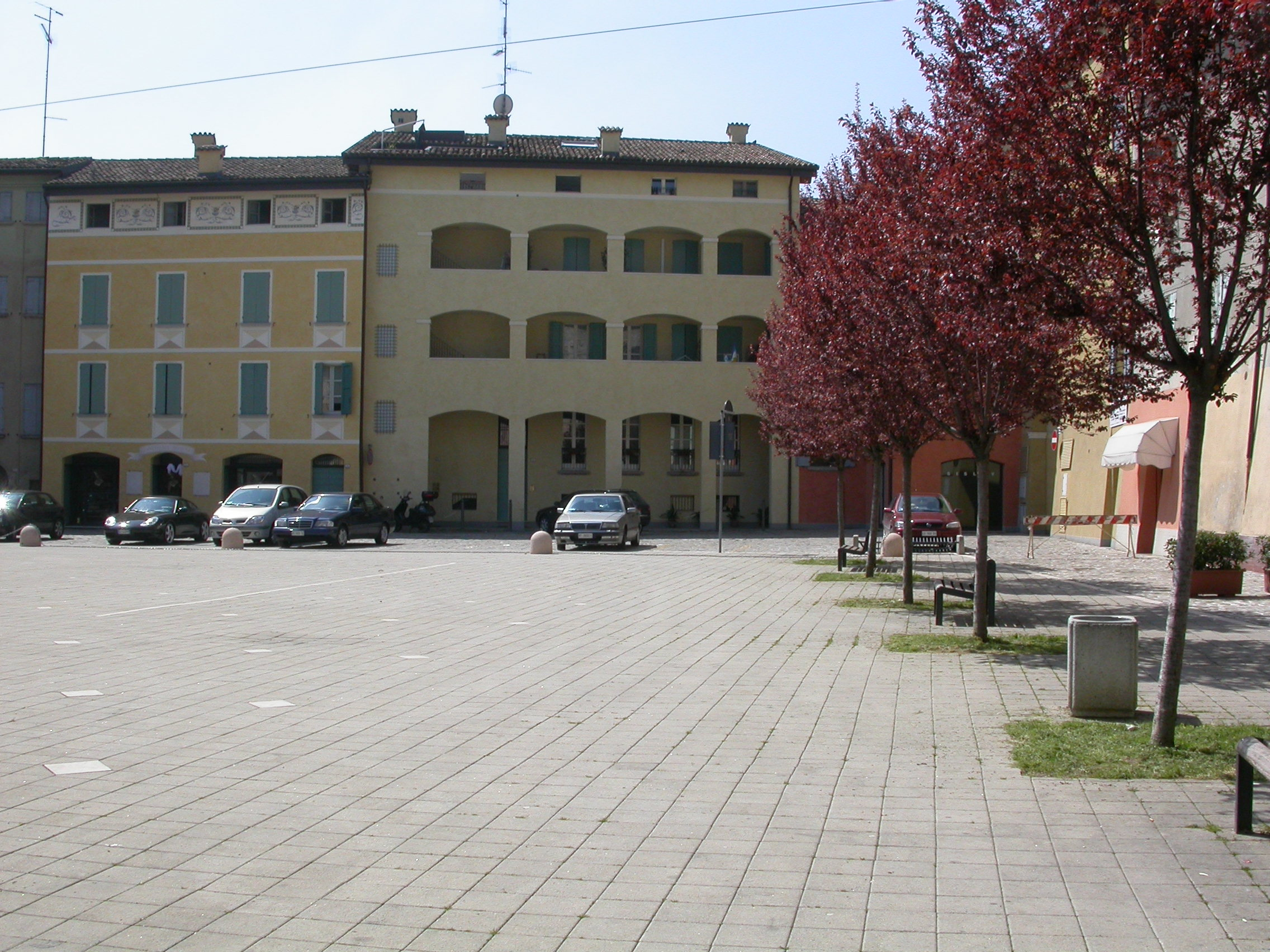
la place Fiume

## Personnalités liées à Scandiano
- Matteo Maria Boiardo, poète et littéraire
- Tito Giovanni Ganzarini, dit le Scandianese, poète et philologue italien
- Lazzaro Spallanzani (1729-1798), biologiste et directeur de musée
- Giovanni Prodi (it), mathématicien
- Romano Prodi, ex-Président du conseil et président de la commission européenne
- Luigi Ghirri, photographe
- Lazzaro Spallanzani, biologiste
- William Vecchi (en), ex-footballeur
- Fermo Camellini, cycliste
- Famille Thiene (it)
- Gratien Ferrari, Laurence Ferrari, Marina Ferrari

## Jumelages
- Blansko (Tchéquie)
- Tubize (Belgique)
- Almansa (Espagne)